# Celón
Celón  (asturisch Zalón) ist eine Parroquia und ein Ort in der Gemeinde Allande, in der autonomen Gemeinschaft Asturien im Norden Spaniens.
Die 117 Einwohner (2011) leben auf einer Fläche von 3,83 km². Pola de Allande, der Verwaltungssitz der Gemeinde, ist nach 5 km zu erreichen.

## Sehenswürdigkeiten
- Pfarrkirche Santa Maria

## Dörfer und Weiler
| Name spanisch          | asturisch           | Einwohner 1. Januar 2022 | Lage |
| ---------------------- | ------------------- | ------------------------ | ---- |
| Celón                  | Zalón               | 46                       | ⊙    |
| Presnas                | Presnes             | 18                       | ⊙    |
| Pumar                  |                     | 14                       | ⊙    |
| San Martín de Beduledo | Samartín de Beduléu | 26                       | ⊙    |
| La Vega de Truelles    | a Veiga Truelles    | 13                       | ⊙    |
| Summe                  |                     | 117                      |      |